# Robert Cuninghame
Robert Cuninghame (18 avril 1726 - 6 août 1801) est un officier et homme politique irlandais de l'armée britannique.

## Carrière militaire
Il est le fils du colonel David Cuninghame et de son épouse Margaret Callander de Craigforth. C'est un général de l'armée qui combat très jeune à la bataille de Culloden en 1746 avec le 14e régiment d'infanterie. Il sert ensuite comme commandant en chef de l'Irlande de 1793 à 1796.
Cuninghame siège en tant que député de la Chambre des communes irlandaise pour Tulsk de 1751 à 1761, pour Armagh Borough de 1761 à 1768 et pour Monaghan Borough de 1768 à 1796. Entre 1788 et 1789, il représente East Grinstead à la Chambre des communes britannique. Il est admis au Conseil privé d'Irlande en 1782 et en 1796 il est élevé à la pairie d'Irlande comme baron Rossmore, de Monaghan dans le comté de Monaghan, avec le reste aux neveux de sa femme.
Lord Rossmore siège plus tard en tant que pair représentant irlandais à la Chambre des lords de janvier 1801 jusqu'à sa mort en août 1801. Il est sans enfant et est remplacé dans la baronnie selon le reste spécial par le neveu de sa femme Warner Westenra (2e baron Rossmore). Lady Rossmore est décédée en 1824. Sa résidence est Mount Kennedy, près de Newtownmountkennedy, comté de Wicklow. Il y meurt assez soudainement, âgé de soixante-quinze ans, en août 1801, ayant été en excellente santé et de bonne humeur jusqu'à la fin.
Sir Jonah Barrington (1756-1834), le juge et mémorialiste, est apparemment à l'origine de l'histoire colorée selon laquelle la mort de Lord Rossmore a été annoncée par les gémissements d'une banshee.
Cuninghame est un descendant des Cuninghames de Drumquhassle  et épouse Elizabeth Murray, deuxième fille et cohéritière du colonel John Murray, en 1754. Elizabeth lui apporte une grosse dot, mais le mariage, sinon par amour, est dit d'avoir été très heureux.